# Білл Робертс
Вільям Робертс (англ. William Roberts; нар. 5 квітня 1912 — пом. 5 грудня 2001) — британський легкоатлет, який спеціалізувався в бігу на короткі дистанції.

## Із життєпису
Олімпійський чемпіон в естафеті 4×400 метрів (1936).
Фіналіст (4-е місце) Олімпіади-1936 у бігу на 400 метрів (1936).
Учасник Олімпійських ігор-1948, на яких був капітаном британської легкоатлетичної команди.
Чемпіон (1938) та срібний призер (1934) Ігор Британської імперії у бігу на 440 ярдів.
Срібний призер Ігор Британської імперії в естафеті 4×440 ярдів (1938).
Срібний призер чемпіонату Європи в естафеті 4×400 метрів (1946).
Ексрекордсмен Європи в естафеті 4×400 метрів.
Чемпіон Англії з бігу на 440 ярдів (1935, 1937).
По завершенні спортивної кар'єри (1949) працював колумністом у газеті «Manchester Evening News» та у сімейному мебельному бізнесі.
Під час Другої світової війни служив у Повітряних силах.

## Основні міжнародні виступи
| Рік  | Змагання                 | Місто       | Місце | Дисципліна |
| ---- | ------------------------ | ----------- | ----- | ---------- |
| 1934 | Ігри Британської імперії | Лондон      | 2     | 440 ярдів  |
| 1936 | Олімпійські ігри         | Берлін      | 4     | 400 м      |
| 1936 | 1                        | 4×400 м     |       |            |
| 1938 | Ігри Британської імперії | Сідней      | 6     | 220 ярдів  |
| 1938 | 1                        | 440 ярдів   |       |            |
| 1938 | 2                        | 4×440 ярдів |       |            |
| 1946 | Чемпіонат Європи         | Осло        | 5     | 400 м      |
| 1946 | 2                        | 4×400 м     |       |            |
| 1948 | Олімпійські ігри         | Лондон      | 2чф4  | 400 м      |
| 1948 | 1заб3                    | 4×400 м     |       |            |